# Marignana
Marignana (en cors Marignana) és un municipi francès, situat a la regió de Còrsega, al departament de Còrsega del Sud. L'any 1999 tenia 101 habitants.

## Demografia
| 1962 | 1968 | 1975 | 1982 | 1990 | 1999 |
| ---- | ---- | ---- | ---- | ---- | ---- |
| 87   | 150  | 105  | 90   | 120  | 101  |

## Administració
| Període | Identitat       | Partit | Qualitat |
| ------- | --------------- | ------ | -------- |
| 2001-   | Sauveur Versini |        |          |

## Personatges il·lustres
- Xavier Coppolani, conqueridor de Mauritània.
- Maistrale, escriptor en cors.
- Ghjacomu Santu Versini, escriptor en cors